# Réserve forestière d'État

Carte des aires protégées de l'île d'Hawaï avec en vert les réserves forestières d'État.

Une réserve forestière d'État, en anglais State Forest Reserve, est aux États-Unis un type d'aire protégée boisée dont la gestion relève d'un État.